# Syspasis simulosa
Syspasis simulosa är en stekelart som först beskrevs av Thomson 1886.  Syspasis simulosa ingår i släktet Syspasis och familjen brokparasitsteklar. Arten är reproducerande i Sverige. Inga underarter finns listade i Catalogue of Life.